# Vierteljahrsschrift für wissenschaftliche Philosophie und Soziologie
Vierteljahrsschrift für wissenschaftliche Philosophie und Soziologie (en français : "Revue trimestrielle de philosophie scientifique et de sociologie") était une revue spécialisée en philosophie et en sociologie, initialement dénommée Vierteljahrsschrift für wissenschaftliche Philosophie. Le magazine est publié pour la première fois en 1877 par l'éditeur Fues-Verlag basé à Leipzig, plus tard rebaptisé OR Reisland-Verlag (1890).

## Historique
Le fondateur et premier rédacteur en chef était Richard Avenarius. Sous sa première appellation (de 1877 à 1901), 25 numéros sont publiés. En 1899, Paul Barth (en), professeur de sociologie à l'Université de Leipzig, prend la direction de la revue. Il modifie le titre de la revue en 1902, qui apparait pour la première fois sur le numéro 26. Après 40 numéros, l'édition prend fin en 1916. Wilhelm Wundt et Ernst Mach étaient des rédacteurs en chef sous la direction de Barth. De manière occasionnelle, Franz Oppenheimer, Franz Müller-Lyer et Moritz Schlick écrivaient des articles pour le magazine.